# Race, Evolution, and Behavior
Race, Evolution and Behavior: A Life History Perspective è un saggio scritto nel 1995 da J. Philippe Rushton, professore di psicologia all'Università del Western Ontario e capo dell'associazione Pioneer Fund, creata nel 1937 con lo scopo di "far progredire lo studio scientifico sulle differenze umane".
La pubblicazione del libro suscitò molte critiche concernenti sia la valenza razzista del libro sia aspetti più tecnici come la fallacia delle analisi riportate. Nel 2000 il libro è stato ripubblicato dalla Charles Darwin Research Institute con alcune risposte alle critiche.
Nel libro Rushton sostiene che la classificazione delle razze sia biologicamente valida e fondata.

## Contenuto del libro
| Presunte differenze tra Neri, Bianchi ed Orientali così come descritte in Race, Evolution, and Behavior |         |            |           |
| | Neri    | Bianchi    | Orientali |
| Cervello                                                                                                |         |            |           |
| Capacità del cranio                                                                                     | 1,267   | 1,347      | 1,364     |
| Neuroni corticali (milioni)                                                                             | 13,185  | 13,665     | 13,767    |
| Intelligenza                                                                                            |         |            |           |
| Valutazione del QI                                                                                      | 85      | 100        | 106       |
| Rendimento culturale                                                                                    | Basso   | Alto       | Alto      |
| Riproduzione                                                                                            |         |            |           |
| Gemelli eterozigoti (ogni 1000 nascite)                                                                 | 16      | 8          | 4         |
| Livelli ormonali                                                                                        | Alti    | Intermedi  | Bassi     |
| Caratteristiche sessuali                                                                                | Ampie   | Intermedie | Ridotte   |
| Frequenza dei rapporti                                                                                  | Alte    | Intermedie | Basse     |
| Mentalità permissiva                                                                                    | Alta    | Intermedia | Bassa     |
| Malattie sessualmente trasmissibili                                                                     | Elevate | Intermedie | Ridotte   |
| Personalità                                                                                             |         |            |           |
| Aggressività                                                                                            | Alta    | Intermedia | Bassa     |
| Prudenza                                                                                                | Bassa   | Intermedia | Alta      |
| Impulsività                                                                                             | Alta    | Intermedia | Bassa     |
| Presunzione                                                                                             | Alta    | Intermedia | Bassa     |
| Socialità                                                                                               | Alta    | Intermedia | Bassa     |
| Sviluppo                                                                                                |         |            |           |
| Tempo di gestazione                                                                                     | Breve   | Lungo      | Lungo     |
| Sviluppo scheletrico                                                                                    | Precoce | Intermedio | Tardivo   |
| Sviluppo motorio                                                                                        | Precoce | Intermedio | Tardivo   |
| Sviluppo dentale                                                                                        | Precoce | Intermedio | Tardivo   |
| Età del primo rapporto                                                                                  | Precoce | Intermedia | Tardiva   |
| Età della prima gravidanza                                                                              | Precoce | Intermedia | Tardiva   |
| Durata della vita                                                                                       | Breve   | Intermedia | Lunga     |
| Organizzazione Sociale                                                                                  |         |            |           |
| Stabilità matrimoniale                                                                                  | Bassa   | Intermedia | Alta      |
| Rispetto della legge                                                                                    | Basso   | Intermedio | Alto      |
| Sanità mentale                                                                                          | Bassa   | Intermedia | Alta      |

Rushton ha raccolto e analizzato dati riguardanti le differenze razziali sulle dimensioni cerebrali, sull'intelligenza e sulla personalità riprendendo alcuni concetti da Darwin, Galton e altri studiosi del XIX secolo. Argomentando mediante, controverse, analisi di tipo psicologico, antropologico, sociologico Rushton sostiene l'esistenza di tre razze biologiche: "orientali" (mongoloidi o asiatici), "negri" (negroidi o africani) e "bianchi" (europei o caucasoidi).
Secondo l'autore, dal punto di vista intellettivo, comportamentale e di sviluppo fisico, "gli Orientali e i Negri cadono ai due estremi opposti", indipendentemente dal livello socioculturale: gli "orientali" avrebbero uno sviluppo fisico più lento, sarebbero meno attivi sessualmente e meno aggressivi, mentre avrebbero un cervello più grosso ed un maggior quoziente d'intelligenza (QI); i "negri" invece sarebbero più sviluppati dal punto di vista fisico e sessuale, ed avrebbero un minor QI ed un comportamento maggiormente tendente all'aggressività.
I "bianchi", invece, sarebbero ad un livello intermedio, ma comunque più vicini agli "orientali".

### Sviluppo fisico
Per quanto riguarda gli aspetti legati al fisico Rushton indica i "negri" come maggiormente avvantaggiati nei balzi, grazie a fianchi più stretti, gambe più lunghe, spalle più larghe, meno grasso e muscoli più sviluppati, in particolare per quanto riguarda le fibre veloci. Inoltre, la maggior produzione (3-19% in più) di testosterone significherebbe "maggiore carica energetica". Ciò comporta vantaggi in sport come la corsa in velocità, il salto in lungo, la boxe, il basket, ma non eccellono nel nuoto in quanto hanno uno scheletro più pesante e una ridotta gabbia toracica.

I "bianchi" e gli "orientali" hanno secondo l'autore fianchi più larghi in quanto devono partorire neonati con un cranio più grosso. Questo sarebbe il motivo per cui le donne hanno sviluppato un bacino più ampio. Inoltre, gli elevati livelli di testosterone nei "negri" farebbero sì che essi eccellano in alcuni sport, ma che siano "più irrequieti a scuola e inclini al crimine".

### Scala r-K
Rushton tratta poi una classificazione utilizzata in biologia per valutare le strategie riproduttive di una specie: la cosiddetta "strategia r-K". Nella lettura proposta dall'autore le strategie "r" si basano su un elevato tasso di riproduzione (precoce sviluppo sessuale, minor tempo di gestazione, maggiore frequenza di gemelli...), mentre le strategie "K" si basano su una maggiore cura da parte dei genitori (maggior tempo di gestazione, i padri si prendono maggiormente cura dei piccoli, piuttosto che comportarsi da semplici inseminatori). Quindi ad esempio, le classi animali sviluppatesi prima, che sono anche le meno evolute, hanno un elevato tasso di riproduzione.
Citando gli studi di Cavalli-Sforza, secondo cui il genere umano è nato 200.000 anni fa in Africa, Rushton conclude che i "negri" si sarebbero divisi dagli altri 100.000 anni fa; i "bianchi" e gli "orientali" si sarebbero differenziati 40.000 anni fa. Secondo i ragionamenti dello scrittore, a nord dell'Africa, ove era più difficile procurarsi del cibo e crescere dei bambini, era maggiormente importante garantire una maggiore stabilità familiare e un cervello più grosso (maggiore intelligenza per contrastare gli inverni freddi), a spese dei comportamenti sessuali aggressivi e di un precoce sviluppo fisico. In Asia inoltre il clima era ancora più freddo che in Europa.

### Criminalità
Rushton affronta quindi un classico tema del dibattito sul razzismo: il tasso di criminalità negli afroamericani che negli USA è molto alto. Gli americani di origine asiatica, invece, hanno tali dati statistici molto bassi. L'autore afferma che la spiegazione non sarebbe solamente di ordine culturale. A supporto di tale opinione sostiene che sarebbe stato dimostrato come i "negri" siano più aggressivi dei "bianchi", tendano all'abuso di alcool e droga, preferiscano una ricompensa immediata piuttosto che un successo maggiore che però richiede un'attesa più lunga.

### Geni o ambiente?
L'autore si addentra poi nel dibattito sull'incidenza quantitativa di elementi socio-culturali e di dati biologici sul comportamento degli individui. Cita in proposito gli studi effettuati sui gemelli omozigoti separati alla nascita. Secondo Rushton seguendo gli studi da lui considerati sarebbe possibile stabilire le seguenti proporzioni:
- comportamenti sociali: 40% ereditario 60% ambientale
- quoziente intellettivo: 70% ereditario 30% ambientale
- orientamento sessuale: 50% ereditario 50% ambientale

Anche i gusti, le abitudini, la scelta delle amicizie e del partner sarebbero in parte influenzati dalla genetica: le persone in genere sceglierebbero partner che siano geneticamente simili. Le adozioni inter-razziali proverebbero la rilevanza del patrimonio genetico per quanto riguarda le differenze di QI. Crescere presso una benestante famiglia di Bianchi non farebbe particolarmente salire il QI ad un "negro" e non farebbe scendere il QI ad un "orientale". Secondo Rushton, inoltre, le influenze genetiche ed ambientali varierebbero con l'età: diversamente da quanto predetto dalla teoria culturale, i bambini sarebbero maggiormente influenzati dall'ambiente, mentre negli adulti i fattori genetici prenderebbero il sopravvento. Un "negro" cresciuto presso dei "bianchi" svilupperebbe un QI leggermente superiore, ma, crescendo con l'età, scenderebbe di nuovo intorno alla sua "media razziale".

## Critiche

### Validità del metodo di aggregazione
Nel libro Rushton usa una metodologia che egli chiama "aggregazione" della prova, con la quale egli media centinaia di studi, moderni e storici, dando ad essi lo stesso peso e valore senza distinguere la qualità dei dati da lui utilizzati per asserire le differenze razziali. Rushton sostiene che la mediazione dei dati da lui effettuata dà un risultato accurato e afferma anche gli errori di misurazione sono di solito cancellati utilizzando molteplici studi.
Un largo numero di scienziati tuttavia riscontrano abbastanza problemi in tale metodologia da inficiare le conclusioni di Rushton. Douglas Wahlsten, biologo, in una recensione al libro di Rushton così espone le sue critiche:
(Douglas Wahlsten )
Nella stessa recensione Wahlsten muove ulteriori critiche all'uso particolare che Rushton fa dei dati:
Rushton da parte sua rimane fermo sulle posizioni non analizzando criticamente i dati da lui portati e limitandosi ad affermare che devono essere i suoi critici a portare nuovi dati usando le moderne tecnologie.
Anche David P. Barash, professore di psicologia dell'Università di Washington, critica duramente il principio di aggregazione:
L'antropologo C. Loring Brace scrive in una sua recensione del libro:
Brace rileva come Rushton dia per certa l'esistenza di razze biologiche senza alcuna prova in merito se non le speculazioni di Rushton stesso con lo stesso modus operandi che avrebbe un extraterrestre in visita alla terra. Brace inoltre critica il modo in cui Rushton utilizza il concetto di ereditarietà poiché se esso ha una valenza con riferimento all'individuo risulta invece inapplicabile ai gruppi. Altre affermazioni prive di alcuna fonte sono inoltre quelle di Rushton sulle società sub sahariane.
Altre critiche si incentrano sulle interpretazioni, conclusioni e metodi poiché non scientifici e carenti. Così, ad esempio, il diagramma della capacità del cranio elaborato da Rushton è errato e non dimostra nulla, infatti l'uomo di Neanderthal aveva una capacità maggiore degli uomini di oggi. Gli studi genetici inoltre hanno dimostrato che esiste una grande diversità genetica all'interno delle popolazioni africane (ad esempio tra Khoisanid Capoid, Pigmei Mbuti, Sudanesi Nuba, e diverse altre).

### Validità del concetto di razza
Luigi Luca Cavalli-Sforza è un genetista una cui ricerca è citata in Race, Evolution and Behavior; egli afferma che la classificazione in razze è del tutto arbitraria, Rushton, tuttavia, sostiene che l'albero dei collegamenti genetici disegnato da Cavalli-Sforza mostrerebbe distinte ramificazioni per ognuna delle razze che egli descrive. Gil-White in risposta a tali affermazioni, disse:
Per meglio chiarire considera questo: c'è un ragione per la quale io e mio fratello siamo geneticamente più similari che altri rispetto a me o lui come ad esempio nostro cugino ma la cosa difficile è affermare che questa similitudine genetica implica che siamo una razza e nostro cugino appartiene a una razza diversa. L'albero di Cavalli-Sforza è un po' come l'albero genealogico che mostra che io e mio fratello siamo più vicini rispetto a mio cugino, esso mostra infatti che due popolazioni locali sono geneticamente più similari rispetto a una terza popolazione geograficamente più lontana. Poiché quindi non c'è alcun informazione circa la grandezza e le differenze genetiche tra le popolazioni, il lavoro di Cavalli-Sforza non può supportare alcun affermazione relativa alla esistenza di razze.»
In una recensione al libro Richard Lewontin scrive:
In risposta a quanto scritto da Rushton, Peregrine rilevò che non solo non vi era fondamento scientifico nella identificazione delle tre razze ma che mancava il "come" tali razze si siano create ed evolute.
Gil-White più in particolare nota che non solo manca tale dato ma che le deduzioni di Rushton sono completamente contraddette dalla scienza.

### Altre critiche
L'applicazione della teoria r/K è stata criticata da molti, ad esempio, sulla base del fatto che molte specie animali non seguono i principi della teoria suddetta.
Rushton, accusato dal Southern Poverty Law Center di essere un accademico razzista è a capo del Pioneer Fund un'organizzazione no-profit accusata di usare strumentalmente le scienze sociali per incentivare l'oppressione politica e "provare" attraverso il finanziamento di apposite ricerche l'inferiorità dei neri.
La teoria risulta direttamente contraddetta da diversi studi sia sul QI di diversi popoli sia sulle differenze fisiologiche e comportamentali tra bianchi, neri e orientali.

## Altri libri correlati
- Jon Entine, Taboo: Why Black Athletes Dominate Sports and Why We Are Afraid to Talk About It, 2000.
- Charles Murray, The Bell Curve, 1994.
- Michael Levin, Why Race Matters, 1997.
- Arthur Jensen, The g Factor.